# 学术出版

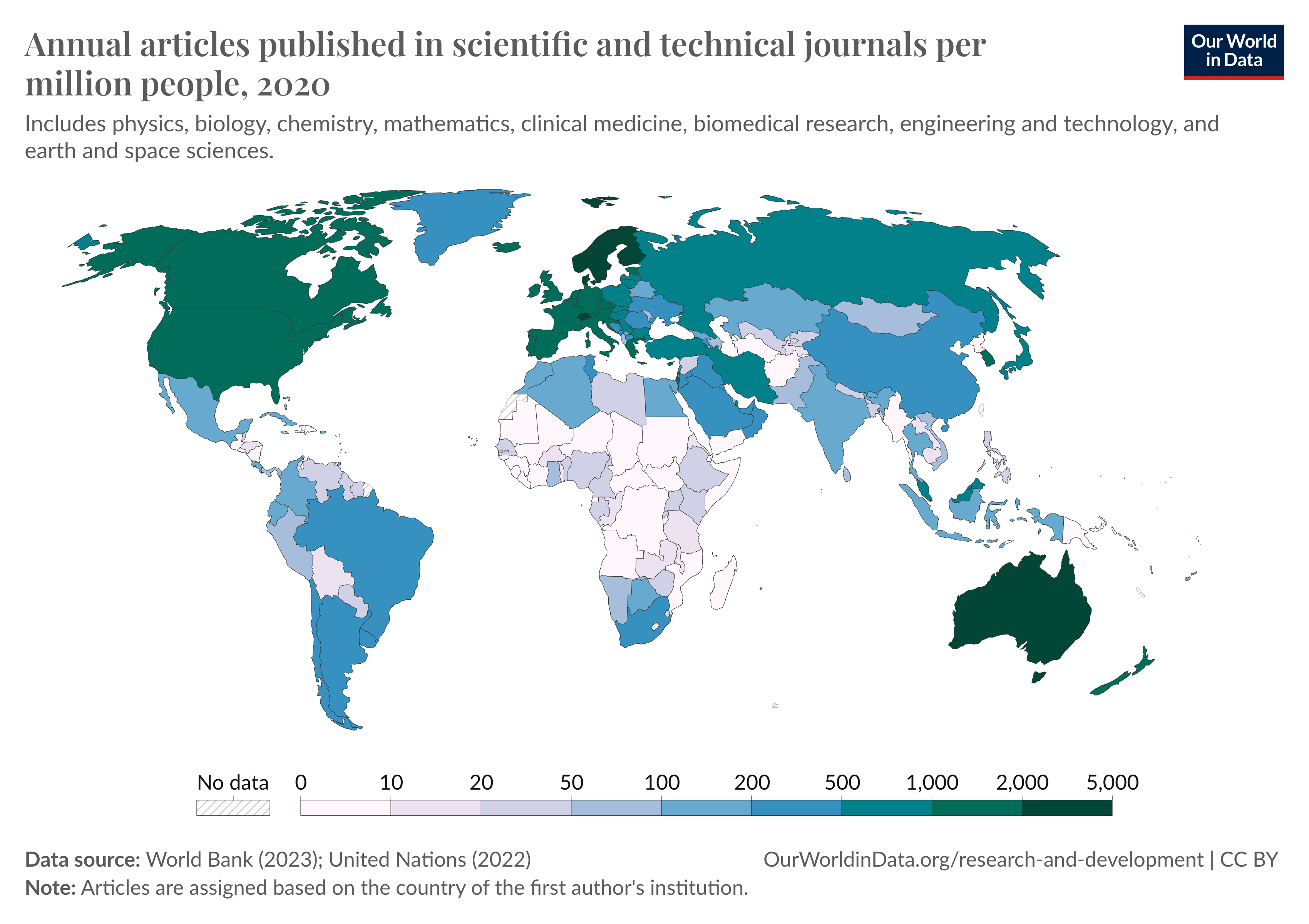
Scientific and technical journal publications per million residents of the world as of 2020

学术出版（英語：academic publishing）是出版业的一个分支，专门发行学术研究和学术成果。大多数学术成果以期刊论文、专著或学位论文的形式发表。那些没有正式出版、只是印刷或发布在网上的学术文献，通常称为“灰色文献”。
大多数科学期刊和学术期刊，以及许多学术专著，都采用某种形式的同行评议或编辑审稿来筛选文稿。不过，同行评议的质量和筛选标准因期刊而异，不同出版社、不同学科领域的标准差别很大。
大多数成熟的学科都有自己的期刊和其他发表渠道。不过，许多学术期刊具有跨学科性质，会发表多个不同领域或分支学科的研究成果。随着学科日趋专业化，现有期刊也趋向于细分为专门版块。
由于评议和发表程序各不相同，被认可为知识贡献或研究成果的发表类型在不同领域和分支学科间差异很大。在科学领域，对统计显著性结果的追求导致了发表偏倚。
学术出版正在经历重大变革，从印刷版向电子版转型。电子环境下的商业模式有所不同。自20世纪90年代初以来，电子资源（尤其是期刊）的授权许可变得非常普遍。
一个重要趋势是通过互联网实现开放获取，这在科学期刊中尤为明显。在开放获取出版模式下，期刊论文一经发表，出版商就会在网上免费提供给所有人阅读。
无论开放获取期刊还是封闭期刊，有时都由作者支付版面费，从而将部分费用从读者转移到研究者或其资助方。许多开放或封闭期刊无需此类费用即可维持运营，但也有一些期刊利用这种模式进行掠夺性出版。
互联网促进了开放获取自存档的发展，作者可以自行在网上免费提供其已发表文章的副本。数学领域的一些重要成果仅在arXiv上发表。